# Camp de concentration de Saint-Cyprien
Le camp de concentration de Saint-Cyprien est un camp de concentration français (1939-1940) situé sur la plage de Saint-Cyprien, dans le département des Pyrénées-Orientales.

## Historique
Ce camp de concentration, actif notamment sous le régime de Vichy, est connu pour l'accueil des milliers d'exilés républicains espagnols menacés par l'arrivée par le force de Franco après la guerre d'Espagne lors de l'épisode historique de la Retirada.

## Prisonniers célèbres

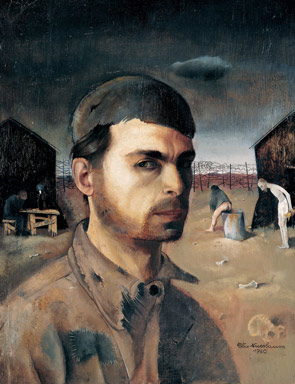
Autoportrait dans le camp (1940), de Felix Nussbaum.

- Josef Morgenstern (1886-1942), marchand d'art hongrois, assassiné à Auschwitz en 1942;
- Simón Radowitzky (1891-1956), militant ukrainien[2];
- Felix Nussbaum (1904-1944), peintre juif allemand , assassiné à Auschwitz[3];
- Leo Kneler (1902-1979), résistant allemand des Francs-tireurs et partisans - Main-d'œuvre immigrée[4];
- Conrad Miret i Musté (1906-1942), résistant et républicain catalan, assassiné à la prison de la Santé, à Paris[5].
- Domingo Tejero Pérez (1913-1942), résistant républicain espagnol des Francs-tireurs et partisans - Main-d'œuvre immigrée, mort pour la France[6];
- Otmar Kreačić (1913-1992), résistant yougoslave engagé dans les Brigades internationales durant la guerre d'Espagne;
- Petar Drapšin (1914-1945), résistant yougoslave engagé dans les Brigades internationales durant la guerre d'Espagne;
- Juan López Carvajal (1914-2011), combattant de la guerre d'Espagne, fiancé de la célèbre soldate Pepita Laguarda Batet[7].

## Galerie

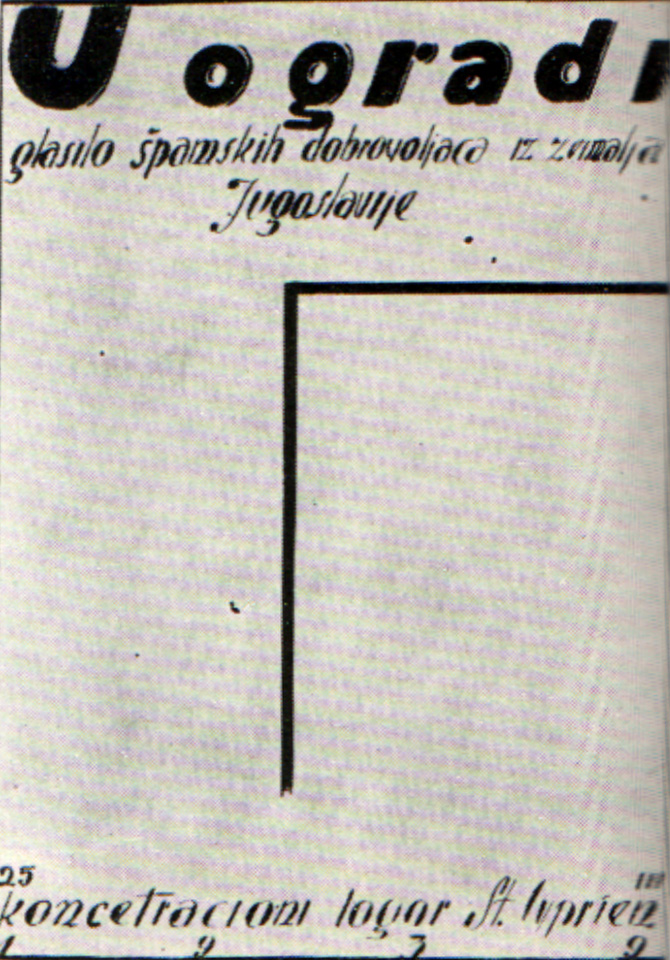
Otmar Kreačić.
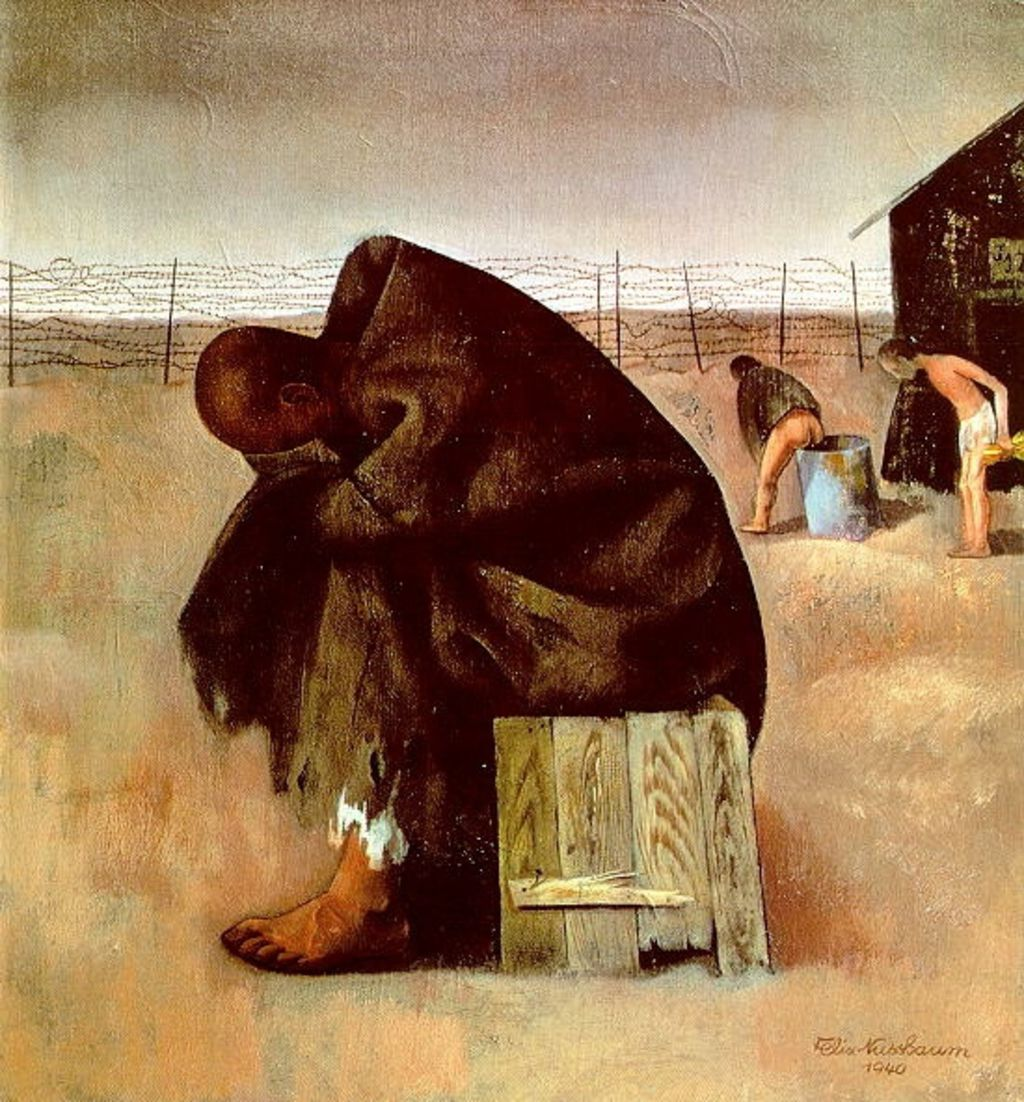
Im Lager (Gefangenenlager), Felix Nussbaum, 1940.
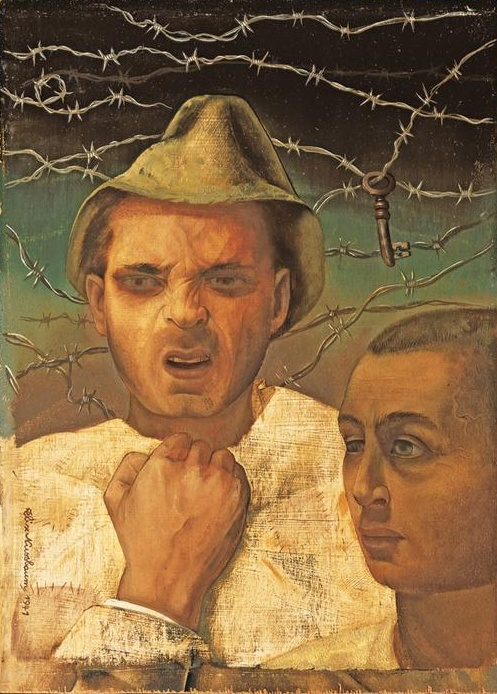
Autoportrait avec Key, Felix Nussbaum, 1940.